# Biosofia
La biosofia (sapere attraverso il corpo vivente) è una particolare tecnica psicoterapeutica inserita nell'ambito della psicologia somatorelazionale che ha i suoi fondamenti nella vegetoterapia di Wilhelm Reich, nell'analisi bioenergetica di Alexander Lowen e nella psicologia umanistica di Carl Rogers.
La procedura terapeutica della biosofia non si discosta dalla comune tecnica psicologica del totale ascolto del paziente ma in più è particolarmente attenta alle comunicazioni non verbali che provengano da esso come
- la qualità della voce,
- il movimento,
- la postura,
- qualsiasi altra espressione corporea ed emozionale,
- l'energia complessiva che promana dalla sua fisicità.

Quest'ultima caratteristica della terapia psicologica si riferisce all'analisi bioenergetica, una disciplina oggi inclusa nell'ambito delle medicine alternative che presuppone che ogni individuo disponga di una energia vitale, essenziale sia per una interazione fra corpo e mente, sia per il controllo degli stati fisici che di quelli mentali.
L'energia a cui fa riferimento la bioenergetica è stata definita, a seconda degli influssi culturali, Qi (chi), forza vitale; tra i suoi effetti più facilmente riconoscibili, secondo i terapeuti, vi sono le variazioni del tono dell'umore.
Alcune pratiche orientali come l'agopuntura, lo yoga, il t'ai-chi ch'uan utilizzano concetti analoghi di energia corpo-mente; infatti la bioenergetica, sostengono i terapeuti, rappresenta un ponte fra la filosofia orientale e le discipline fisiche orientali e la psicologia occidentale.
Nella biosofia l'elemento determinante della cura è la totale fiducia che il terapeuta, messa da parte ogni prevenzione cognitiva, deve dare alle dichiarazioni del paziente che deve essere ascoltato come sicura e spontanea fonte di verità. Il terapeuta inoltre dovrà porre particolare attenzione anche all'espressione e alla mobilità del corpo del paziente che manifesta in questo modo ulteriori informazioni sulla sua psiche.
La biosofia considera poi essenziale per la cura l'esercizio corporeo che mira a restituire, sciogliendo le tensioni e i blocchi muscolari, la vera identità corporea, e quindi psichica, che il paziente narcisisticamente mascherava a sé stesso.

## Biosofia filosofica
Lo stesso termine si ritrova nella lingua inglese (Biosophy) dove indica un movimento umanista che risalirebbe al filosofo Baruch Spinoza. La biosophy sarebbe "la scienza e l'arte della vita intelligente basato sulla consapevolezza e la pratica di valori spirituali, principi etico-sociali e doti di carattere essenziale per la libertà individuale e l'armonia sociale". Questo termine è stato usato anche da Bertrand Russell e Peter Wessel Zapffe.